# Judaberg
Judaberg è un villaggio della Norvegia, situato nella municipalità di Finnøy, nella contea di Rogaland.